# Total Drama
Total Drama is een reeks Canadese animatieseries geproduceerd door Fresh TV. De series zijn bedoeld als parodie op realityseries. De series zijn bedacht door Jennifer Pertsch en Tom McGillis.

## Opzet
Elk van de series speelt zich af op een andere locatie. Centraal staat een groep deelnemers, variërend in leeftijd van 16 tot 20 jaar oud. Allemaal hebben ze sterk verschillende persoonlijkheden en karakters. Dit speelt een belangrijke rol in veel subplots binnen de serie.
De opzet van de series is gelijk aan die van series als Survivor Canada. Alle series worden gepresenteerd door Chris McLean, geholpen door Chef Hatchet. Veel personages maken in meerdere series hun opwachting.

## Seizoenen
Total Drama is een parodie op de realityserie Survivor. De hoofdlijn van de serie is het spelgedeelte, maar ook bijzaken als vriendschappen, ruzies en relaties zijn belangrijk in deze series. Het eerste seizoen, Total Drama Island, begon in 2007. In dit seizoen deden 22 tieners mee met allemaal een heel verschillend karakter. Dit seizoen werd gewonnen door Owen, maar in sommige landen werd een alternatief einde gebruikt, hier won de originele Runner-Up: Gwen. 
Vanwege het grote succes kwam er in 2008 een special en in 2009 een tweede seizoen, Total Drama Action. In dit seizoen kwamen 14 deelnemers uit het vorige seizoen terug. Halverwege het seizoen kwam er een 15de deelnemer bij: Courtney. Nieuw in dit seizoen zijn dubbele eliminaties. De winnaar van dit seizoen was Duncan. De alternatieve winnaar was Beth.
Nog tijdens de uitzendingen van het tweede seizoen werd het derde seizoen bekendgemaakt, inclusief de deelnemerslijst. In dit seizoen deden vijftien deelnemers uit het eerste seizoen mee, waarvan er elf ook in seizoen 2 meededen. Ook kwamen er twee nieuwe mensen bij, en na de samensmelting een derde. Hiermee komt het totale deelnemersaantal op achttien. Dit seizoen werd gewonnen door Alejandro. De alternatieve winnaar was Heather. Dit alternatieve einde werd ook in Nederland gebruikt, en wordt hier dus gezien als het origineel.
Vlak na het derde seizoen werd al veel duidelijk over het vierde seizoen. Dit zou namelijk maar 13 afleveringen gaan tellen met een geheel nieuwe cast. De naam zou eigenlijk Total Drama Reloaded zijn, maar dit werd later veranderd in Total Drama: Revenge of the Island. Dit seizoen was gepland voor september 2011, maar vanwege de kernramp in Japan, hebben de producers besloten om uit respect een aantal radio-actieve dingen te schrappen. Uiteindelijk is dit seizoen tussen januari en april 2012 uitgezonden in Canada, en werd gewonnen door Cameron. De alternatieve winnaar was Lightning (alleen in de Verenigde Staten).
Al sinds 2010 zijn er geruchten rondgegaan over een vijfde seizoen. Dit zou een "Heroes vs. Villains" thema hebben. Op 28 januari 2013 werd dit bevestigd. De naam van het seizoen is Total Drama All-Stars. De 14 meest gehate en meest favoriete deelnemers komen terug. Dit seizoen zou eigenlijk zomer 2012 uitgezonden gaan worden, maar vanwege het uitlopen van de productie van Total Drama: Revenge of the Island, kwam de productie van dit seizoen stil te liggen. Dit seizoen gaat waarschijnlijk vanaf maart 2014 uitgezonden worden. De winnaars zijn Mike en Zoey. Mike is de winnaar in Nederland en Zoey is de alternatieve winnaar.
Doordat het vijfde seizoen eigenlijk 26 afleveringen kreeg en er maar dertien gemaakt waren, werden de andere afleveringen het tweede deel van het vijfde seizoen, Total Drama Pahkitew Island. Het seizoen heeft veertien gestoorde nieuwe personages, onder wie een tweeling. Dit seizoen wordt vaak als het zesde beschouwd, maar door de vreemde productie van All Stars is het het tweede deel van seizoen 5.
Op 15 mei 2014 werd bekendgemaakt dat er een spin-off in productie was. Er was nog bijna niets bekend over dit seizoen, behalve dat er al plannen waren voor de cast en dat het de bedoeling was om dit seizoen in 2015 uit te zenden. Tevens is er bij dit seizoen gelet op de kritiek op Total Drama All-Stars qua verhaallijnen en om die reden zal dit seizoen weer 26 afleveringen tellen. De cast bestaat uit 36 deelnemers, waarvan vier oud-kandidaten van de Total Drama franchise en 32 nieuwe deelnemers. De 4 bestaande deelnemers zijn allemaal deelnemers die niet aan Total Drama All-Stars hebben deelgenomen (Owen, Noah, Geoff en Leonard). Alle kandidaten werden onderverdeeld in teams van 2 (dus 18 teams), waarvan elke aflevering een team afviel.  Dit seizoen is een parodie op The Amazing Race en heet Total Drama Presents: The Ridonculous Race. Het seizoen werd uitgezonden tussen september en oktober 2015.  De winnaars zijn Geoff en Brody.
Op 3 mei 2017 werd aangekondigd dat een nieuw seizoen van Total Drama in productie was, alleen werd door de producenten en door Cartoon Network besloten dit seizoen een spin-off te maken genaamd Total Daycare Drama. Deze serie gaat over een aantal Total Drama-personages en Jude van 6Teen die in een kinderdagverblijf zitten geleid door Chef. De naam Total Daycare Drama werd veranderd in Total Drama Daycare. In juli 2018 werd de naam nog een keer veranderd in Total DramaRama, dat op 1 september 2018 in Amerika voor het eerst werd uitgezonden; Canada (het land van origine) kreeg het later dat jaar of in 2019.
| Seizoen | Seizoen | Naam                                 | Uitzending Canada                   | Afleveringen | Deelnemers | Winnaar                               |
| ------- | ------- | ------------------------------------ | ----------------------------------- | ------------ | ---------- | ------------------------------------- |
|         | 1       | Total Drama Island                   | 8 juli 2007 – 29 november 2008      | 28           | 22         | Owen (NL) Gwen (Alternatief)          |
|         | 2       | Total Drama Action                   | 11 januari 2009 – 10 juni 2010      | 27           | 15         | Beth (NL) Duncan (Alternatief)*       |
|         | 3       | Total Drama World Tour               | 10 juni 2010 – 24 april 2011        | 26           | 18         | Alejandro (NL) Heather (Alternatief)* |
|         | 4       | Total Drama: De Wraak van het Eiland | 5 januari 2012 – 12 april 2012      | 13           | 13         | Cameron (NL) Lightning (Alternatief)  |
|         | 5       | Total Drama: All-Stars               | 9 januari 2014 – 27 maart 2014      | 13           | 14         | Mike (NL) Zoey (Alternatief)          |
|         | 6       | Total Drama: Pahkitew Island         | 4 september 2014 – 20 november 2014 | 13           | 14         | Sky (NL) Shawn (Alternatief)          |

- Duncan en Heather werden voor 2013 als officiële winnaars beschouwd in Nederland.

## Teams
| Deelnemer  | TDI                | TDA              | TDWT          | TDRI              | TDAS                 | TDPI           |
| ---------- | ------------------ | ---------------- | ------------- | ----------------- | -------------------- | -------------- |
| Alejandro  |                    |                  | Team Chris    |                   | Gemene Gieren        |                |
| Amy        |                    |                  |               |                   |                      | Team Kinoswak  |
| Anne Maria |                    |                  |               | Gemuteerde Wormen |                      |                |
| B          |                    |                  |               | Giftige Ratten    |                      |                |
| Beardo     |                    |                  |               |                   |                      | Team Maskwak   |
| Beth       | Blèrende Bosratten | Gruwelijke Grips |               |                   |                      |                |
| Blaineley  |                    |                  | Geen          |                   |                      |                |
| Brick      |                    |                  |               | Giftige Ratten    |                      |                |
| Bridgette  | Bijtende Baarzen   | Geen             | Team Victorie |                   |                      |                |
| Cameron    |                    |                  |               | Gemuteerde Wormen | Gemene Gieren        |                |
| Cody       | Blèrende Bosratten |                  | Team Amazone  |                   |                      |                |
| Courtney   | Bijtende Baarzen   | Gruwelijke Grips | Team Amazone  |                   | Gemene Gieren        |                |
| Dakota     |                    |                  |               | Gemuteerde Wormen |                      |                |
| Dave       |                    |                  |               |                   |                      | Team Maskwak   |
| Dawn       |                    |                  |               | Giftige Ratten    |                      |                |
| DJ         | Bijtende Baarzen   | Gillende Gaffers | Team Victorie |                   |                      |                |
| Duncan     | Bijtende Baarzen   | Gillende Gaffers | Team Chris    |                   | Heldhaftige Hamsters |                |
| Ella       |                    |                  |               |                   |                      | Team Maskwak   |
| Eva        | Bijtende Baarzen   |                  |               |                   |                      |                |
| Ezekiel    | Bijtende Baarzen   |                  | Team Victorie |                   |                      |                |
| Geoff      | Bijtende Baarzen   | Geen             |               |                   |                      |                |
| Gwen       | Blèrende Bosratten | Gillende Gaffers | Team Amazone  |                   | Gemene Gieren        |                |
| Harold     | Bijtende Baarzen   | Gillende Gaffers | Team Victorie |                   |                      |                |
| Heather    | Blèrende Bosratten | Gillende Gaffers | Team Amazone  |                   | Gemene Gieren        |                |
| Izzy       | Blèrende Bosratten | Gruwelijke Grips | Team Chris    |                   |                      |                |
| Jasmine    |                    |                  |               |                   |                      | Team Kinoswak  |
| Jo         |                    |                  |               | Giftige Ratten    | Gemene Gieren        |                |
| Justin     | Blèrende Bosratten | Gruwelijke Grips |               |                   |                      |                |
| Katie      | Bijtende Baarzen   |                  |               |                   |                      |                |
| Leonard    |                    |                  |               |                   |                      | Team Maskwak   |
| LeShawna   | Blèrende Bosratten | Gillende Gaffers | Team Victorie |                   |                      |                |
| Lightning  |                    |                  |               | Giftige Ratten    | Gemene Gieren        |                |
| Lindsay    | Blèrende Bosratten | Gruwelijke Grips | Team Victorie |                   | Heldhaftige Hamsters |                |
| Max        |                    |                  |               |                   |                      | Team Kinoswak  |
| Mike       |                    |                  |               | Gemuteerde Wormen | Heldhaftige Hamsters |                |
| Noah       | Blèrende Bosratten |                  | Team Chris    |                   |                      |                |
| Owen       | Blèrende Bosratten | Gruwelijke Grips | Team Chris    |                   |                      |                |
| Rodney     |                    |                  |               |                   |                      | Team Kinosewak |
| Sadie      | Bijtende Baarzen   |                  |               |                   |                      |                |
| Sam        |                    |                  |               | Giftige Ratten    | Heldhaftige Hamsters |                |
| Samey      |                    |                  |               |                   |                      | Team Kinosewak |
| Scarlett   |                    |                  |               |                   |                      | Team Kinoswak  |
| Scott      |                    |                  |               | Gemuteerde Wormen | Gemene Gieren        |                |
| Shawn      |                    |                  |               |                   |                      | Team Maskwak   |
| Sierra     |                    |                  | Team Amazone  |                   | Heldhaftige Hamsters |                |
| Sky        |                    |                  |               |                   |                      | Team Maskwak   |
| Staci      |                    |                  |               | Giftige Ratten    |                      |                |
| Sugar      |                    |                  |               |                   |                      | Team Maskwak   |
| Topher     |                    |                  |               |                   |                      | Team Kinoswak  |
| Trent      | Blèrende Bosratten | Gruwelijke Grips |               |                   |                      |                |
| Tyler      | Bijtende Baarzen   |                  | Team Chris    |                   |                      |                |
| Zoey       |                    |                  |               | Gemuteerde Wormen | Heldhaftige Hamsters |                |

* Schuingedrukt betekent dat deze deelnemer de samensmelting wist te halen en vetgedrukt is een finalist van een seizoen.

## Titelsong
De titelsong van alle series is “I Wanna Be Famous” van Voodoo Highway.

## Ontvangst
De eerste twee series, Total Drama Island en Total Drama Action, werden positief ontvangen door critici. Op TV.com gaven kijkers de show gemiddeld een 8.6 "Great", en op de IMDb kreeg de serie een 7.5.